# Jesús Liranzo
Jesús Liranzo (2 novembre 1995) è un tuffatore venezuelano.

## Biografia
Ha gareggiato ai campionati mondiali di Kazan' 2015 nel concorso dei tuffi dalla piattaforma 10 metri maschile classificandosi ventitreesimo alle spalle del malese Ooi Tze Liang.
Essendosi piazzato tra i primi diciotto atleti classificati nella piattaforma 10 metri nella Coppa del Mondo di tuffi del 2016 ha potuto accedere ai Giochi olimpici di Rio de Janeiro.